# Женская сборная Бразилии по волейболу
Женская национальная сборная Бразилии по волейболу (порт. Seleção brasileira de voleibol feminino) — представляет Бразилию на международных соревнованиях по волейболу. Управляется Бразильской конфедерацией волейбола. Занимает третье место в мировом рейтинге FIVB.

## История
Дебют женской сборной Бразилии состоялся в сентябре 1951 года на I чемпионате Южной Америки, проходившем в Рио-де-Жанейро. Под руководством Адолфо Гильерме бразильянки выиграли чемпионский титул, одержав победы над сборными Уругвая, Перу и Аргентины.
В 1950—1980-е годы «канариньос» семь раз становились чемпионками Южной Америки, где их главным соперником была сборная Перу, а в 1959 и 1963 годах побеждали на Панамериканских играх, демонстрируя в то же время невысокие результаты на чемпионатах мира и Олимпиадах.
В 1956 году в Париже под руководством Элио Серкейры бразильянки впервые принимали участие на чемпионате мира, где после поражений в матчах группового этапа от КНДР и Румынии одержали 6 побед в утешительном турнире и заняли 11-е место. Спустя четыре года на домашней арене сценарий выступления оказался почти противоположным: оказавшись в лёгкой группе, бразильянки, которых на сей раз тренировал Зоуло Рабело, выиграли у сборных ФРГ и США, вышли в финальную «пульку», но не смогли выиграть у более классных команд ни одного матча. Показанный результат — 5-е место — вплоть до 1986 года бразильская команда на чемпионатах мира ни повторить, ни превзойти не могла.
Олимпийский дебют «Селесао» состоялся в 1980 году в Москве. Сборная Бразилии под руководством Энио Фигейредо заняла 7-е место, отметившись только одной победой (над румынками), а также наличием в своём составе самой юной участницы волейбольного турнира московской Олимпиады — 15-летней Веры Моссы. Впоследствии она примет участие ещё на двух Играх, её будущий муж Бернардо Резенде (Бернардиньо) станет известным игроком и тренером, работавшим как с женской, так и мужской сборными, а их сын Бруно в начале XXI века завоюет три олимпийские медали.
В 1986 году под руководством Жорже Барроса сборная Бразилии стала пятой на чемпионате мира в Чехословакии, одержав победы над группой команд, долгое время входивших в элиту мирового волейбола — хозяйками первенства, сборными Южной Кореи, СССР и Японии. В сентябре 1987 года Бразилия ещё более явно обозначила свои амбиции в женском волейболе, когда молодёжная сборная этой страны стала победителем чемпионата мира. За команду Марко Аурелио Мотты играли будущие лидеры национальной сборной — Ана Мозер, Ана Паула, Марсия Фу, Фернанда Вентурини. Спустя два года аналогичного успеха добилась «молодёжка», в состав которой входили Ана Флавия, Филу, Илма Калдейра. В 1990 году Ана Мозер была удостоена приза лучшей нападающей «взрослого» чемпионата мира, на котором бразильянки финишировали седьмыми. В 1992 году на Олимпийских играх в Барселоне молодая бразильская команда под руководством Вадсона Лимы не смогла попасть в призёры, проиграв в полуфинале сборной СНГ, а в матче за бронзу команде США.
Возглавивший команду в 1994 году Бернардиньо сразу привёл её к победе в соревновании под эгидой Международной федерации волейбола — Гран-при, а в октябре того же года бразильянки завоевали серебро на домашнем чемпионате мира, потерпев только одно поражение от кубинок в финальном матче турнира. В 1996 и 2000 годах сборная Бразилии становилась бронзовым призёром Олимпийских игр, в обоих случаях прекращая борьбу за высшую награду после поражения в полуфинале от команды Кубы.

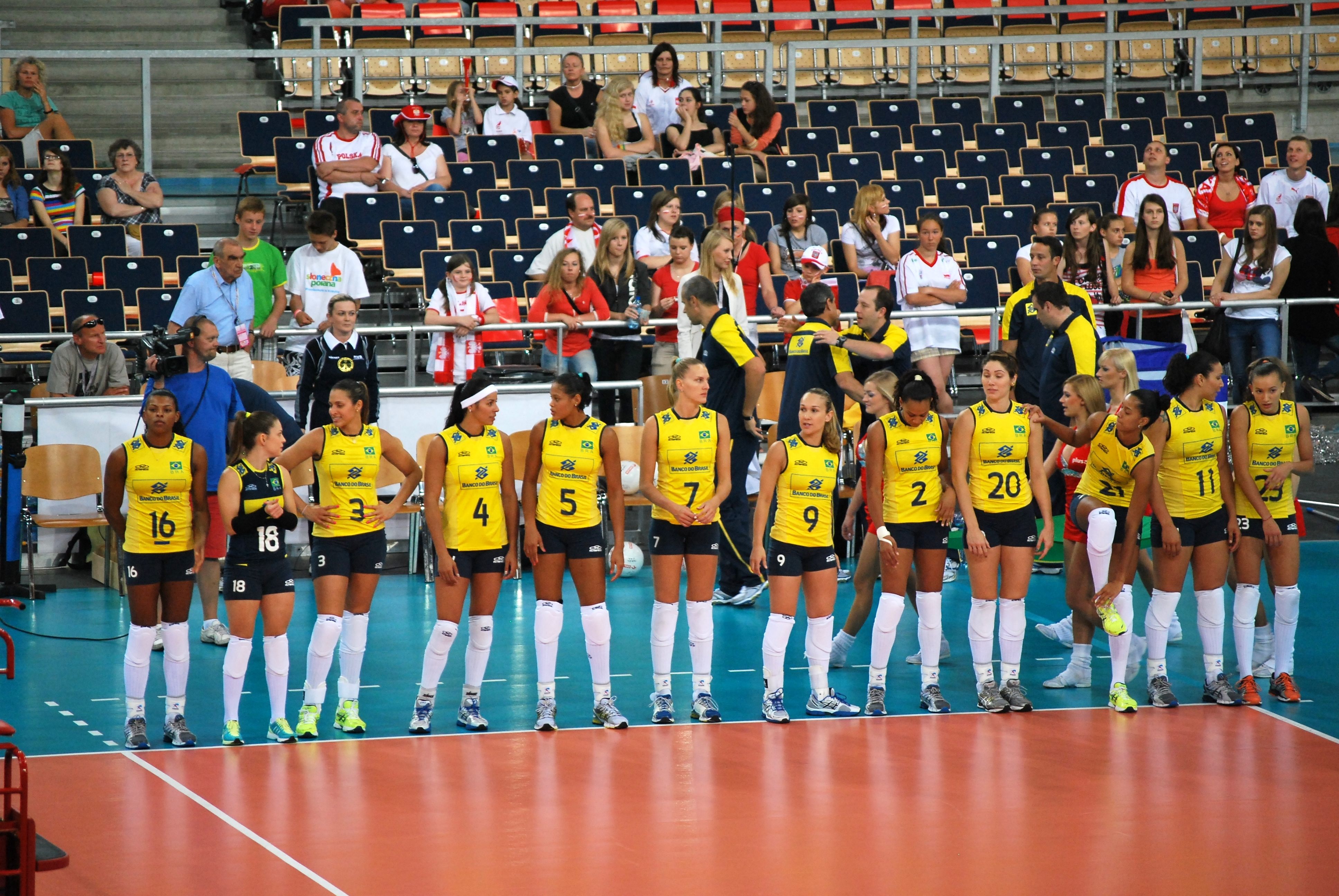
Сборная Бразилии перед матчем Гран-при-2012 в Лодзи. Слева направо: Фе Гарай, Камила Брайт, Дани Линс, Паула, Аденизия, Мари, Фернандинья, Жусиели, Наташа, Жулиана, Тандара, Габи

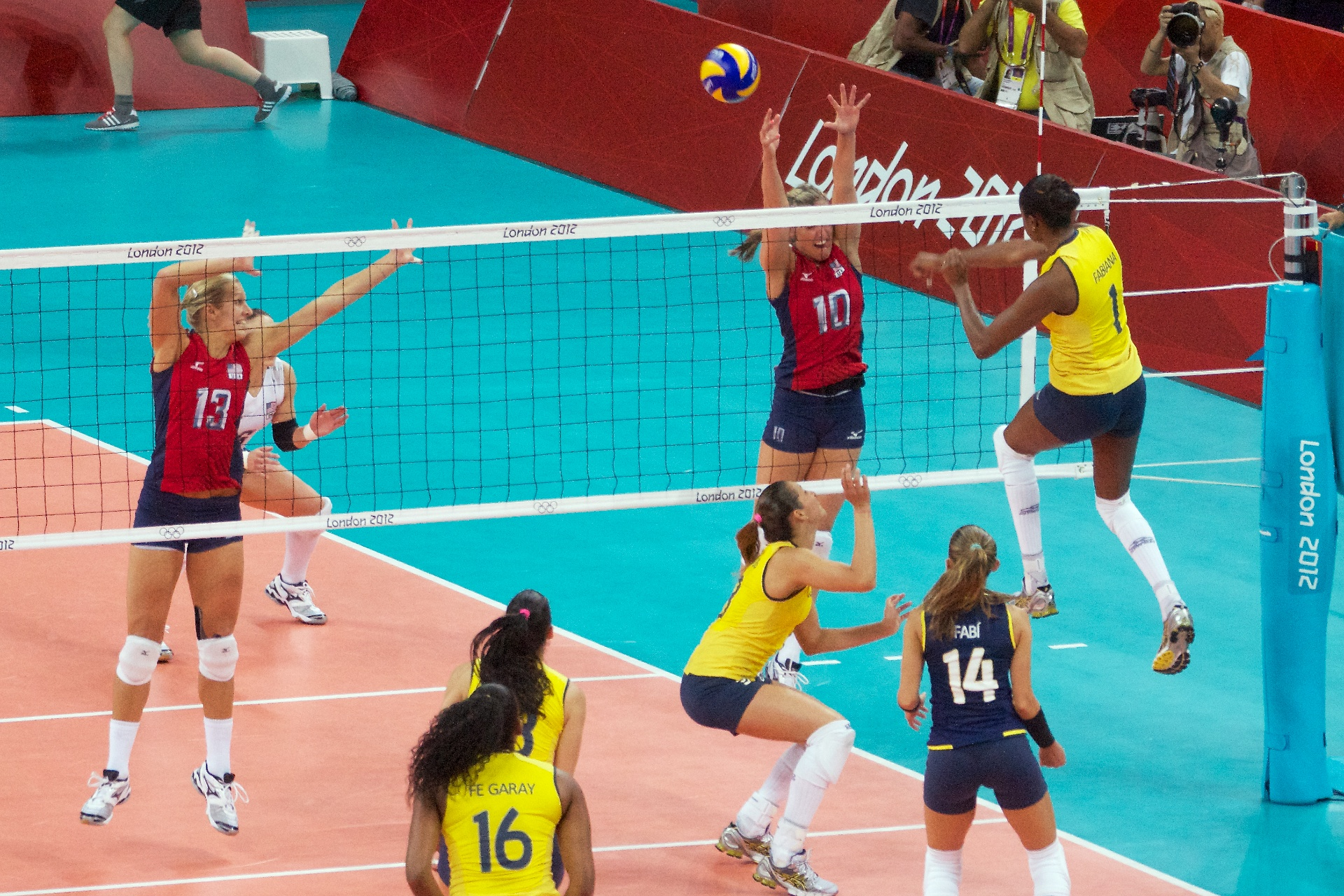
Матч группового этапа Олимпийских игр в Лондоне между сборными Бразилии и США

В 2001 году Бернардиньо принял мужскую сборную Бразилии, а с женской командой на протяжении двух сезонов работал Марко Аурелио Мотта, которого в 2003 году сменил Зе Роберто, бывший наставник мужской сборной, приводивший её к победе на Олимпиаде в Барселоне. В 2004 году бразильянки на четвёртой Олимпиаде подряд дошли до полуфинала и снова уступили — на сей раз сборной России, сумевшей отыграть у соперниц семь матчболов. В 2006 и 2010 годах, на двух подряд чемпионатах мира, сборная Бразилии терпела поражения от России в пятисетовых финальных матчах.
В 2008 году на Олимпийских играх в Пекине встреча этих команд состоялась в рамках группового этапа и закончилась убедительной победой бразильянок, позволивших сборной России набрать за матч только 44 очка. Подопечные Зе Роберто, ведомые великолепной связующей Фофан, для которой эти Игры были пятыми в карьере, в остальных матчах на пути к финалу также не отдали соперницам ни одной партии. В финале бразильянки позволили сборной США завязать равную игру в начале матча, но мощным рывком превратили счёт 10:10 в 20:11 и довели первую партию до победы. Второй сет остался за американками (25:18), но это ничуть не смутило команду Зе Роберто, с ещё более крупным счётом взявшим третью партию (25:13). Судьба олимпийского золота решилась в сете № 4, где до счёта 21:21 шла абсолютно равная игра, после чего ошибка американок на подаче, два очка на блоке, набранных Фабианой и Шейлой, и ошибка сборной США в атаке привели сборную Бразилии к завоеванию чемпионского титула.
После Олимпийских игр в Пекине завершили выступления за сборную связующие Фофан и Карол, пропустила новый олимпийский цикл центральная блокирующая Валевска, в заявку на Олимпиаду в Лондоне также не попали опытные нападающие Сасса и Мари. Турнир в британской столице начинался для подопечных Зе Роберто непросто — его команда потерпела на групповом этапе два поражения и только с четвёртого места вышла в плей-офф, однако истинная сила великой команды проявилась в самых ответственных поединках. В четвертьфинале «канариньос» одержали труднейшую победу над сборной России, отыграв 6 матчболов в пятой партии. В полуфинале со счётом 3:0 ими была разбита сборная Японии, а в решающем матче бразильянки, как и на Играх в Пекине, обыграли команду США — 3:1. Нападающие Жаклин, Паула и Шейла, центральные блокирующие Фабиана и Таиса, либеро Фаби стали двукратными олимпийскими чемпионками.
Практически в том же великолепно сыгранном составе бразильянки продолжили собирать трофеи, в 2013—2014 годах уверенно выиграв два турнира Гран-при и Всемирный Кубок чемпионов, но золото чемпионата мира вновь досталось другой команде — на сей раз сборной США, от которой они потерпели поражение в полуфинале итальянского мундиаля. В 2016 году бразильянки вновь стали лучшими на Гран-при и неудачно выступили на Олимпийских играх в Рио-де-Жанейро. В матчах группового этапа хозяйки Олимпиады одержали 5 побед с общим счётом 15:0, однако в четвертьфинале в пяти партиях уступили будущим чемпионкам — сборной Китая.

## Результаты выступлений

### Олимпийские игры
| \| Год \| И \| В \| П \| С/П \| Место \| \| ----- \| -- \| -- \| -- \| ------ \| ----- \| \| 1980 \| 5 \| 1 \| 4 \| 7:12 \| 7-е \| \| 1984 \| 5 \| 1 \| 4 \| 6:12 \| 7-е \| \| 1988 \| 5 \| 1 \| 4 \| 7:14 \| 6-е \| \| 1992 \| 6 \| 3 \| 3 \| 11:13 \| 4-е \| \| 1996 \| 8 \| 7 \| 1 \| 23:6 \| 3-е \| \| 2000 \| 8 \| 7 \| 1 \| 23:4 \| 3-е \| \| 2004 \| 8 \| 6 \| 2 \| 21:10 \| 4-е \| \| 2008 \| 8 \| 8 \| 0 \| 24:1 \| 1-е \| \| 2012 \| 8 \| 6 \| 2 \| 19:13 \| 1-е \| \| 2016 \| 6 \| 5 \| 1 \| 17:3 \| 5-е \| \| 2020 \| 8 \| 7 \| 1 \| 21:7 \| 2-е \| \| Всего \| 75 \| 52 \| 23 \| 179:95 \| \| |    | 1996: Ана Алварес (Ида), Лейла Баррос, Эриклея Бодзяк (Филу), Фернанда Вентурини, Вирна Диас, Илма Калдейра, Марсия Кунья (Марсия Фу), Ана Мозер, Ана Паула, Ана Флавия Санглард, Элия Соуза (Фофан), Сандра Суруаги. · 2000: Лейла Баррос, Вирна Диас, Эрика Коимбра, Жанина Консейсан, Рикарда Лима, Катя Лопес, Валевска Оливейра, Элисанжела Оливейра, Карин Родригес, Ракел да Силва, Элия Соуза (Фофан), Кели Фрага. · 2008: Каролина Албукерке (Карол), Велисса Гонзага (Сасса), Жаклин Карвальо, Шейла Кастро, Фабиана Клаудино, Валеска Менезис (Валескинья), Таиса Дахер ди Менезис, Валевска Оливейра, Фабиана ди Оливейра (Фаби), Паула Пекено, Элия Соуза (Фофан), Марианна Штейнбрехер (Мари). · 2012: Тандара Кайшета, Жаклин Карвальо, Шейла Кастро, Фабиана Клаудино, Дани Линс, Таиса Дахер ди Менезис, Фабиана ди Оливейра (Фаби), Паула Пекено, Наталия Перейра, Фернанда Родригис (Фе Гарай), Аденизия Силва, Фернанда Феррейра. · 2020: Камила Брайт, Габриэла Гимарайнс (Габи), Фернанда Гарай (Фе Гарай), Карол Гаттас, Тандара Кайшета, Макрис Карнейро, Ана Беатрис Корреа (Бия), Розамария Монтибеллер, Наталия Перейра, Роберта Ратцке, Ана Каролина да Силва (Карол), Ана Кристина де Соуза. |    |        |       |
| Год | И  | В | П  | С/П    | Место |
| 1980 | 5  | 1 | 4  | 7:12   | 7-е   |
| 1984 | 5  | 1 | 4  | 6:12   | 7-е   |
| 1988 | 5  | 1 | 4  | 7:14   | 6-е   |
| 1992 | 6  | 3 | 3  | 11:13  | 4-е   |
| 1996 | 8  | 7 | 1  | 23:6   | 3-е   |
| 2000 | 8  | 7 | 1  | 23:4   | 3-е   |
| 2004 | 8  | 6 | 2  | 21:10  | 4-е   |
| 2008 | 8  | 8 | 0  | 24:1   | 1-е   |
| 2012 | 8  | 6 | 2  | 19:13  | 1-е   |
| 2016 | 6  | 5 | 1  | 17:3   | 5-е   |
| 2020 | 8  | 7 | 1  | 21:7   | 2-е   |
| Всего | 75 | 52 | 23 | 179:95 |       |

### Чемпионаты мира
| \| Год \| И \| В \| П \| С/П \| Место \| \| ----- \| --- \| --- \| -- \| ------- \| ----- \| \| 1956 \| 8 \| 6 \| 2 \| 19:7 \| 11-е \| \| 1960 \| 6 \| 2 \| 4 \| 8:12 \| 5-е \| \| 1962 \| 8 \| 1 \| 7 \| 3:21 \| 8-е \| \| 1970 \| 9 \| 3 \| 6 \| 14:19 \| 13-е \| \| 1974 \| 11 \| 6 \| 5 \| 19:19 \| 15-е \| \| 1978 \| 9 \| 5 \| 4 \| 15:19 \| 7-е \| \| 1982 \| 9 \| 4 \| 5 \| 15:17 \| 8-е \| \| 1986 \| 8 \| 5 \| 3 \| 18:11 \| 5-е \| \| 1990 \| 7 \| 4 \| 3 \| 14:10 \| 7-е \| \| 1994 \| 7 \| 6 \| 1 \| 18:6 \| 2-е \| \| 1998 \| 8 \| 5 \| 3 \| 15:9 \| 7-е \| \| 2002 \| 11 \| 7 \| 4 \| 26:13 \| 7-е \| \| 2006 \| 11 \| 10 \| 1 \| 32:9 \| 2-е \| \| 2010 \| 11 \| 10 \| 1 \| 32:9 \| 2-е \| \| 2014 \| 13 \| 12 \| 1 \| 36:10 \| 3-е \| \| 2018 \| 9 \| 7 \| 2 \| 23:11 \| 7-е \| \| 2022 \| 12 \| 10 \| 2 \| 31:14 \| 2-е \| \| Всего \| 157 \| 103 \| 54 \| 340:216 \| \| |     | 1994: Ана Алварес (Ида), Эдна Вейга, Фернанда Вентурини, Вирна Диас, Илма Калдейра, Жанина Консейсан, Марсия Кунья (Марсия Фу), Ана Мозер, Ана Паула, Ана Флавия Санглард, Элия Соуза (Фофан), Эстефания Соуза. · 2006: Каролина Албукерке (Карол), Каролина Гаттас, Велисса Гонзага (Сасса), Жаклин Карвальо, Шейла Кастро, Фабиана Клаудино, Рената Коломбо, Валевска Оливейра, Фабиана ди Оливейра (Фаби), Паула Пекено, Марианна Штейнбрехер (Мари), Элия Соуза (Фофан). · 2010: Камила Брайт, Каролина Гаттас, Велисса Гонзага (Сасса), Жаклин Карвальо, Шейла Кастро, Фабиана Клаудино, Дани Линс, Таиса Дахер ди Менезис, Фабиана ди Оливейра (Фаби), Наталия Перейра, Фернанда Родригис (Фе Гарай), Аденизия Силва, Жойс Силва, Жозефа Соуза (Фабиола). · 2014: Камила Брайт, Габриэла Гимарайнс (Габи), Тандара Кайшета, Жаклин Карвальо, Шейла Кастро, Фабиана Клаудино, Дани Линс, Таиса Дахер ди Менезис, Наталия Перейра, Фернанда Родригис (Фе Гарай), Аденизия Силва, Ана Каролина да Силва (Карол), Лея Силва, Жозефа Соуза (Фабиола). · 2022: Наталия Араужо (Натинья), Лорена Вицель, Карол Гаттас, Габриэла Гимарайнс (Габи), Присила Даройт (При Даройт), Макрис Карнейро, Ниеме Коста, Юлия Кудиесс, Розамария Монтибеллер, Киси Насименто, Роберта Ратцке, Тайнара Сантос, Ана Каролина да Силва (Карол), Лоренн Тейшейра. |    |         |       |
| Год | И   | В | П  | С/П     | Место |
| 1956 | 8   | 6 | 2  | 19:7    | 11-е  |
| 1960 | 6   | 2 | 4  | 8:12    | 5-е   |
| 1962 | 8   | 1 | 7  | 3:21    | 8-е   |
| 1970 | 9   | 3 | 6  | 14:19   | 13-е  |
| 1974 | 11  | 6 | 5  | 19:19   | 15-е  |
| 1978 | 9   | 5 | 4  | 15:19   | 7-е   |
| 1982 | 9   | 4 | 5  | 15:17   | 8-е   |
| 1986 | 8   | 5 | 3  | 18:11   | 5-е   |
| 1990 | 7   | 4 | 3  | 14:10   | 7-е   |
| 1994 | 7   | 6 | 1  | 18:6    | 2-е   |
| 1998 | 8   | 5 | 3  | 15:9    | 7-е   |
| 2002 | 11  | 7 | 4  | 26:13   | 7-е   |
| 2006 | 11  | 10 | 1  | 32:9    | 2-е   |
| 2010 | 11  | 10 | 1  | 32:9    | 2-е   |
| 2014 | 13  | 12 | 1  | 36:10   | 3-е   |
| 2018 | 9   | 7 | 2  | 23:11   | 7-е   |
| 2022 | 12  | 10 | 2  | 31:14   | 2-е   |
| Всего | 157 | 103 | 54 | 340:216 |       |

| - 2-е место — 1995, 2003, 2007, 2023. - 3-е место — 1999. - 4-е место — 2019. - 5-е место — 2011. - 6-е место — 1985. - 8-е место — 1981, 1991. - 9-е место — 1973. - 1-е место — 2005, 2013. - 2-е место — 2009, 2017. - 3-е место — 1997. - 4-е место — 2001. - 1-е место — 1994, 1996, 1998, 2004, 2005, 2006, 2008, 2009, 2013, 2014, 2016, 2017. - 2-е место — 1995, 1999, 2010, 2011, 2012. - 3-е место — 2000, 2015. - 4-е место — 1993, 2002. - 5-е место — 2001, 2007. - 7-е место — 2003. - 2-е место — 2019, 2021, 2022, 2025. - 4-е место — 2018. - 5-е место — 2023. - 3-е место — 1990. - 1-е место — 1994, 1995, 2005, 2006, 2009, 2013, 2017. - 2-е место — 1993, 1996. - 3-е место — 2003. | - 1-е место — 1951, 1956, 1958, 1961, 1962, 1969, 1981, 1991, 1995, 1997, 1999, 2001, 2003, 2005, 2007, 2009, 2011, 2013, 2015, 2017, 2019, 2021, 2023. - 2-е место — 1967, 1971, 1973, 1975, 1977, 1979, 1983, 1985, 1987, 1989, 1993. - 1-е место — 1959, 1963, 1999, 2011 - 2-е место — 1991, 2007, 2015 - 3-е место — 1955, 1979 - 4-е место — 1967, 1971, 1983, 1987, 2003, 2019 - 5-е место — 1975 - 6-е место — 1995 - 1-е место — 2008, 2009 - 1-е место — 2006, 2009, 2011 - 2-е место — 2007, 2008, 2012 - 3-е место — 2005 - 4-е место — 2003, 2004, 2013, 2018 - 7-е место — 2015 - 8-е место — 2010 - 1-е место — 2010. - 2-е место — 1982. |

## Тренеры
| - 1951—1954, 1957—1958, 1961—1962 — Адолфо Гильерме - 1955 — Карлос Алберто Магальяэш - 1956 — Элио Серкейра - 1959 — Сами Мехлински - 1960 — Зоуло Рабело - 1963 — Жералдо Фаггиано - 1967 — Элсио Нунан Маседо - 1969, 1973—1974 — Жозе Паяно - 1970—1971 — Селсо ди Карвальо | - 1973—1975 — Эдинилтон Жозе ди Васконселос Акино - 1978—1984 — Энио ди Фигейредо Силва - 1985—1988 — Жорже Баррос ди Араужо - 1989—1990 — Иналдо ди Лира Манта Нето - 1991—1993 — Вадсон ди Оливейра Лима - 1994—2000 — Бернардо Роша ди Резенде (Бернардиньо) - 2001—2002 — Марко Аурелио Мотта - С 2003 года — Жозе Роберто Гимарайнс |

## Текущий состав
Заявка сборной Бразилии на олимпийский квалификационный турнир (Кубок мира-2023)
| №                       | Имя        | Дата рождения | Рост | Клуб                |
| ----------------------- | ---------- | ------------- | ---- | ------------------- |
| Связующие               |            |               |      |                     |
| 9                       | Роберта    | 28.04.1990    | 185  | ЛКС                 |
| 21                      | Наяне      | 29.11.1994    | 180  | «Прая»              |
| Диагональные            |            |               |      |                     |
| 7                       | Розамария  | 09.04.1994    | 185  | «Дэнсо Эйрибис»     |
| 16                      | Киси       | 28.01.2000    | 191  | «Минас»             |
| 19                      | Тайнара    | 09.03.2000    | 190  | «Прая»              |
| Доигровщицы             |            |               |      |                     |
| 5                       | При Даройт | 10.08.1988    | 184  | «Минас»             |
| 10                      | Габи       | 19.05.1994    | 180  | «Вакыфбанк»         |
| 11                      | Майара     | 03.01.1996    | 189  | «Сеси»              |
| 17                      | Юлия       | 21.02.2001    | 196  | «Тюрк Хава Йоллары» |
| Центральные блокирующие |            |               |      |                     |
| 2                       | Диана      | 22.02.1999    | 194  | «Тюрк Хава Йоллары» |
| 6                       | Таиса      | 15.05.1987    | 196  | «Минас»             |
| 15                      | Карол      | 08.04.1991    | 183  | «Савино Дель Бене»  |
| Либеро                  |            |               |      |                     |
| 3                       | Ниеме      | 11.10.1998    | 175  | «Минас»             |
| 14                      | Натинья    | 10.04.1997    | 162  | «Прая»              |

Главный тренер — Зе Роберто.